# École des arts appliqués de Prague
L’École des arts appliqués de Prague (en tchèque : Vysoká škola uměleckoprůmyslová v Praze souvent abrégé en UmPrum (Umělecko (artistique) Průmyslová (industriel, technique, appliqué)) est un établissement d'enseignement supérieur artistique tchèque.

## Histoire
L'École est fondée en 1885 et au moment de sa fondation, elle est la seule école d'art de Bohême et de Moravie. Elle offre alors un cursus de trois ou cinq ans pour étudier la peinture, la sculpture, le dessin, la ferronnerie, l'ébénisterie et le textile.
En 1896, avec la création de l'Académie des beaux-arts de Prague, l'École perd une partie de son prestige, de son corps enseignant et se concentre alors sur les arts appliqués. Mais elle concentre encore, pour une grande partie, les élites artistiques des pays tchèques et les représente à l'Exposition universelle de Paris en 1900 où elle gagne un prestigieux grand prix.
En 1918, avec l'indépendance et la création de la Première République tchécoslovaque, l'École ne parvient pas à acquérir le statut de « grande école » auquel elle aspirait mais renforce son autonomie éducative. À partir de 1920, de nouvelles personnalités du monde artistique renforcent le corps professoral, entre autres : Pavel Janák, František Kysela. En 1925, elle représente la Tchécoslovaquie à l'Exposition internationale des Arts Décoratifs et industriels modernes où elle est reconnue comme un centre pédagogique d'avant-garde. Sous l'influence des mouvements internationaux, elle oriente sa formation vers le constructivisme et le fonctionnalisme du Bauhaus allemand.
L'occupation allemande de la Tchécoslovaquie, en 1939, paradoxalement, lui est bénéfique puisque les Nazis ferment les établissements universitaires et donc l'Académie des Beaux-Arts évoquée, dont l'École des arts appliqués récupère une partie du corps enseignant et des élèves.
Après la guerre, en 1946, elle acquiert le statut de grande école si chèrement convoité mais, à la suite du coup de Prague de 1948, doit se soumettre au dogmatisme idéologique du régime politique (réalisme socialiste, Agitprop, etc.). Le succès international de l'École ne se dément pas, voir en particulier le prix reçu par le pavillon tchécoslovaque à l'Expo '58 de Bruxelles.
La normalisation en Tchécoslovaquie affecte durement l'École qui perd une partie de ses professeurs émigrés ou contraints à l'exil ou simplement renvoyés à la suite du « cadrage » idéologique du corps enseignant forcé d'appartenir au Parti communiste tchécoslovaque.
Lors de la révolution de Velours, l'École subit à nouveau une réorganisation - les enseignants discrédités par leur compromission avec le régime précédent quittent l'École et sont remplacés par d'autres et l'enseignement repensé autour de six chaires (architecture, design, life-style, arts libres, arts graphiques et histoire de l'art) réparties entre vingt-trois ateliers.

## Enseignement
Suivant différents cursus, on peut y étudier :
- l'architecture
- la céramique et la porcelaine
- la peinture
- la mode
- les arts graphiques
- le design industriel
- le dessin animé.

## Personnalités célèbres

### Professeurs
- Karel Reisner, graphisme - de 1901 à 1904
- Jože Plečnik, architecture - de 1911 à 1920 environ
- Jan Kotěra
- Pavel Janák, architecture
- Bořek Šípek, design
- Eva Jiřičná, architecture - depuis 1996
- Kurt Gebauer, sculpture
- Adriena Simotova

### Élèves
- Jan Dědina
- Rudolf Plaček

Représentants du cubisme tchécoslovaque :
- Josef Čapek
- Josef Gočár
- Otto Gutfreund

Sous la Première République tchécoslovaque :
- Cyril Bouda
- Otakar Novotný
- Karel Svolinský
- Toyen
- Jiří Trnka

Contemporains :
- Pavel Brázda
- David Černý
- Zuzana Čížková